# Paranemonia vouliagmeniensis
Paranemonia vouliagmeniensis is een zeeanemonensoort uit de familie Actiniidae.
Paranemonia vouliagmeniensis is voor het eerst wetenschappelijk beschreven door Doumenc, England & Chintiroglou in 1987.